# Tu semplicità/È così
Tu semplicità/È così è l'ottavo  singolo dei Matia Bazar, pubblicato nel 1978, estratto dall'album Semplicità (1978).

## Il disco
Rimane nella classifica dei singoli più venduti in Italia tra la fine del 1978 e del 1979, raggiungendo la 9ª posizione della hit parade settimanale e risultando fra i primi 35 del 1978.

## I brani

### Tu semplicità
Partecipa alla manifestazione canora estiva Festivalbar 1978.

#### Tu o la sencillez
Versione in spagnolo di Tu semplicità comparsa nell'album del 1978 Sencillez insieme ad altre traduzioni di successi. Quest'album è una raccolta di canzoni destinate al mercato latino, piuttosto che una versione in spagnolo del corrispondente album Semplicità pubblicato in Italia nello stesso anno.
Il brano sarà poi incluso rimasterizzato nella raccolta in CD e LP Grandes éxitos (1996) e nel doppio CD Fantasia - Best & Rarities (2011).

## È così
Estratto dall'album Semplicità del 1978.

## Tracce
Scritte, composte ed arrangiate da tutti i componenti del gruppo.
Lato A
1. Tu semplicità – 4:14 (testo: Giancarlo Golzi e Aldo Stellita – musica: Antonella Ruggiero, Piero Cassano e Carlo Marrale)

Lato B
1. È così – 3:32 (testo: Giancarlo Golzi e Aldo Stellita – musica: Antonella Ruggiero, Piero Cassano e Carlo Marrale)

## Formazione
- Antonella Ruggiero - voce solista
- Piero Cassano - tastiere, chitarra, voce
- Carlo Marrale - chitarra, voce
- Aldo Stellita - basso
- Giancarlo Golzi - batteria

## Classifiche
| Classifica (1978) | Posizione raggiunta |
| ----------------- | ------------------- |
| Italia            | 16                  |